# Agoué
Agoué ist eine Stadt und ein Arrondissement im Departement Mono in Benin. Es ist eine Verwaltungseinheit, die der Gerichtsbarkeit der Kommune Grand-Popo untersteht. Das schmale, langgezogene Arrondissement, durch das sich die Fernstraße RNIE1 zieht, liegt im äußersten Südwesten des Départements und grenzt westlich und nördlich an Togo, südlich an den Atlantik.

## Demografie und Verwaltung
Gemäß der Volkszählung 2013 des beninischen Statistikamtes INSAE hatte das Arrondissement 18.029 Einwohner, davon waren 8819 männlich und 9210 weiblich.
Von den 60 Dörfern und Quartieren der Kommune Grand-Popo entfallen acht auf Agoué:
1. Agoué
2. Agoué-Gbédjin
3. Ayiguinnou
4. Hilla-Condji
5. Louis-Condji
6. Missihoun-Condji
7. Nicoué-Condji
8. Zogbédji

## Söhne und Töchter der Stadt
- Lucien Monsi-Agboka (1926–2008), Bischof von Abomey
- Paul Kouassivi Vieira (1949–2019), Bischof von Djougou